# Фирм (Египет)
Вижте пояснителната страница за други значения на Фирм.
Фирм (на латински: Firmus) e римски узурпатор 273 г. по времето на римския император Аврелиан.
Според Historia Augusta той е богат римски търговец от Селевкия с връзки до Индия. Приятел е на въстаничката Зенобия от Палмира. Чрез неговия бунт в Александрия, Египет, той прекъсва снабдяването на Рим с жито. Император Аврелиан потушава бунта и заповядва убийството му.